# Hein ter Poorten
Hein ter Poorten (Buitenzorg (Nederlands-Indië), 21 november 1887 - 's-Gravenhage, 15 januari 1968) was een Nederlandse luitenant-generaal van het KNIL tijdens de Tweede Wereldoorlog in Azië. Daarnaast was hij commandant van de landstrijdkrachten van het ABDACOM in 1941-1942 én initiator van het ML-KNIL.

## De oprichting van het ML-KNIL
Hein ter Poorten werd geboren te Java⁣, maar volgde zijn opleiding in Nederland op de Cadettenschool te Alkmaar en daarna aan de Koninklijke Militaire Academie te Breda. Nadat hij benoemd was tot tweede luitenant der artillerie, in 1908, kwam hij in aanraking met de luchtvaart. Hij behaalde zijn ballonbrevet en won een ballonvaartwedstrijd in Duitsland. In 1910 bezocht hij samen met Van Heyst, Coblijn en Willem Versteegh de vliegschool van Pierre de Caters. Daar werd zijn enthousiasme voor de luchtvaart aangewakkerd. Hij kreeg toestemming om vlieglessen te nemen en begon bij de vliegschool Aviator van Pierre de Caters in Sint-Job-in-'t-Goor⁣, maar vertrok al gauw, wegens onvrede over de professionaliteit, naar de school van Léon de Brouckère in Kiewit, waar hij samen met luitenant Spandaw lessen volgde. Hier haalde hij op 30 augustus 1911 als eerste beroepsofficier zijn vliegbrevet. Inmiddels was hij in april 1911 gepromoveerd tot eerste luitenant. Nadat hij zijn brevet had gehaald vloog hij in een geleend vliegtuig van De Brouckère naar Nederland. Daar deed hij mee met de eerste legeroefening in Nederland waarbij vliegtuigen betrokken waren, in september 1911. Hij kreeg daarna de opdracht om naar Bétheny in Frankrijk te gaan om daar geschikte vliegtuigen te vinden. Hij koos voor een Deperdussin en twee Farmans, die hij vervolgens liet fabriceren bij De Brouckère, die hiervoor een licentie bezat. Op 12 december 1912 trouwde Ter Poorten met Agneta Cornelia Roqué; het echtpaar kreeg twee kinderen. In 1913 keerde hij terug naar Nederlands-Indië. De Deperdussin werd naar Nederlands-Indië verscheept, maar nooit uitgepakt omdat de commandant van het KNIL nog niets zag in de luchtvaart. De Farmans bleven in Nederland omdat bleek dat de Deperdussin niet bestand was tegen het tropische klimaat. De oprichting van de "Proefvliegafdeling" - voorloper van de ML-KNIL - op 30 mei 1914 verliep moeizaam en Ter Poorten vroeg overplaatsing aan naar de vestingartillerie. In 1915 zag de militaire leiding alsnog de noodzaak van de luchtvaart in en verzocht Ter Poorten om met een commissie naar de Verenigde Staten af te reizen om daar vliegtuigen aan te schaffen. Daar koos men voor de Glenn Martin TA. In de VS wist Ter Poorten het Amerikaans hoogterecord te verbeteren tot 2540 meter en een snelheidsrecord te vestigen tussen Los Angeles - San Diego. Terug in Nederlands-Indië stortte hij bij een introductievlucht neer. Hij raakte gewond en medepassagier luitenant-generaal Michielsen kwam hierbij om. Ter Poorten werd per ongeluk ook als overleden beschouwd door de toenmalige pers. Hij keerde nog eenmaal terug naar de Verenigde Staten waar hij een tijdelijk vliegverbod kreeg. Eenmaal weer in Nederlands-Indië hield hij de luchtvaart voor gezien.

## De Tweede Wereldoorlog

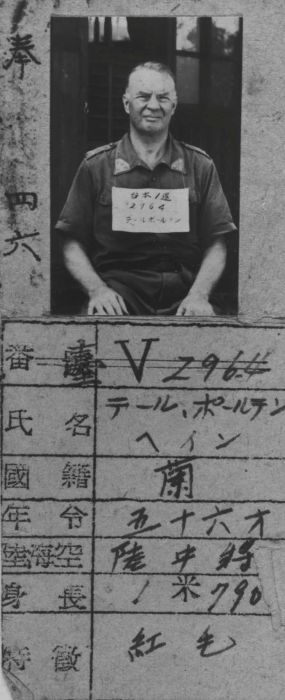
Luitenant-generaal H. Ter Poorten legercommandant van het KNIL in Japanse krijgsgevangenschap

In 1919 begon Ter Poorten zijn studie aan de Hogere Krijgsschool in Nederland. Hij keerde terug naar Nederlands-Indië, in 1922, en zijn huwelijk eindigde in een scheiding in 1924. Op 18 september 1934 hertrouwde hij met Anna Maria Bergman. Ter Poorten maakte ondertussen promotie binnen het Indische leger en in juli 1939 was hij opgeklommen tot chef van de Generale Staf van het KNIL. Nadat luitenant-generaal Berenschot was omgekomen tijdens een vliegtuigongeluk in oktober 1941 werd Ter Poorten gepromoveerd tot luitenant-generaal en benoemd tot legercommandant en hoofd van het Departement van Oorlog. Ter Poorten stond bekend als iemand die goed kon opschieten met zijn manschappen, maar slecht met de ambtenarij en burgerij. Toen Nederland, na de aanval op Pearl Harbor, Japan de oorlog verklaarde werd Ter Poorten aangesteld als commandant van de landstrijdkrachten van de gezamenlijk opererende legers van Amerika, Verenigd Koninkrijk, Nederland en Australië (ABDACOM), van 1941 tot 1942 onder leiding van de Britse generaal Archibald Wavell. Ondanks de aan Ter Poorten toegezegde versterkingen, besloot Wavell de samenwerking op 25 februari 1942 te stoppen, nadat Singapore, Zuid-Sumatra en andere eilanden van de Indische Archipel door de Japanners veroverd waren. Ter Poorten probeerde Java als laatste steunpunt nog te behouden, maar moest op 9 maart 1942 alsnog capituleren. Tijdens de oorlog werd Ter Poorten in diverse jappenkampen als krijgsgevangene vastgehouden achtereenvolgens op Java, Taiwan en in Mantsjoerije, waar hij op 17 augustus 1945 werd bevrijd.

## Na de bevrijding
Eenmaal terug in Nederland vroeg hij eervol ontslag aan. Ter Poorten heeft de indruk gehad dat hij als zondebok heeft moeten fungeren voor het militaire debacle dat in Indië tegen de Japanners werd geleden. Vooral de overdracht van het opperbevel, drie dagen voor de onvermijdelijke capitulatie, heeft hem in die mening gesterkt. Hij zag hierin een poging de verantwoordelijkheid op hem af te wentelen voor een drama waarvan iedere ingewijde, ook de gouverneur-generaal Alidius Tjarda van Starkenborch Stachouwer, de afloop moest kennen. Zijn vermoeden werd na de oorlog versterkt toen zijn ontslagaanvraag niet direct werd verleend. Luitenant-gouverneur-generaal Van Mook vroeg Ter Poorten om een verslag van de gebeurtenissen voorafgaand aan de capitulatie. Naar aanleiding van dit rapport en het advies van een onafhankelijke commissie zou Van Mook bepalen onder welke termen Ter Poorten ontslag zou worden verleend. Dat rapport kwam er, maar het advies niet. Uiteindelijk werd Ter Poorten eervol ontslag aangeboden, maar zonder de kwalificatie vele en gewichtige diensten. Ter Poorten was ridder in de Orde van Oranje-Nassau met zwaarden (voor zijn aandeel in de eerste vliegtuigmanoeuvres in 1911).

## Militaire loopbaan
- Tweede luitenant: 25 juli 1908[1]
- Eerste luitenant: 29 april 1911[1][2]
- Kapitein: 26 augustus 1924[1]
- Majoor: 25 juli 1930[1]
- Luitenant-kolonel: 28 juli 1935[3][1]
- Kolonel: 29 april 1936[2][3][1]
- Generaal-majoor: 13 september 1937[4][3][1]
- Luitenant-generaal: oktober 1941[2]

## Onderscheidingen
- Orde van Oranje-Nassau
  - Officier (on.4)[5][4]
  - Ridder met Zwaarden
- Oorlogsherinneringskruis[5]
- Officier in het Legioen van Eer[4]
- Ridder Commandeur in het Orde van het Bad?[6]
- Mobilisatiekruis 1914-1918[5]
- Onderscheidingsteken voor Langdurige Dienst als officier[5][4]
- Eremedaille ter Gelegenheid van het 40e Regeringsjubileum van Pakoe Boewono X Soesoehoenan van Soerakarta[4]

## Trivia
Hein ter Poorten is een van de zeven Nederlanders die op de cover van het Amerikaanse tijdschrift Time Magazine hebben gestaan (26 januari 1942). 